# Каввалі

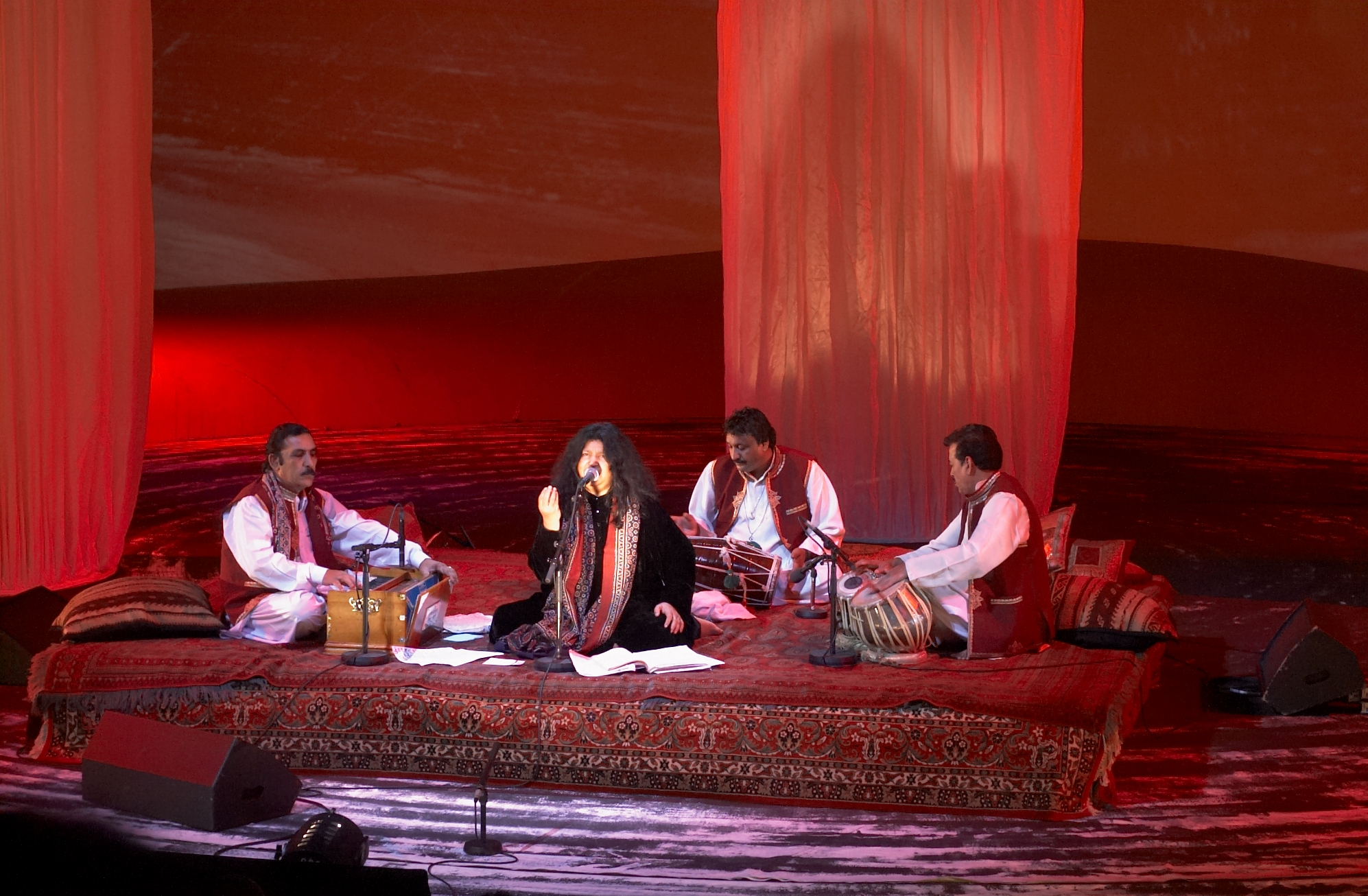
Каввалі

Кавва́лі (урду قوٌالی, гінді कव्वाली) — виконання під музику суфійської поезії, поширене переважно в Пакистані та північній Індії.

## Історія
Прийнято вважати, що початок каввалі поклав поет Амір Хосров Дехлеві у Делі наприкінці XIII століття. Окремі рядки того поета часто виконують під час каввалі.
Популяризаторами традиції каввалі були члени братства Чіштія. Первинно Каввалі використовувалась у ритуальних цілях у суфійських обителях (ханака), під час свят (урс), біля гробниць суфійських шейхів і святих. У подальшому каввалі почали також виконуватись на світських концертах і фестивалях. Широкої міжнародної відомості набув виконавець каввалі Нусрат Фатех Алі Хан з Пакистану, завдяки якому жанр поширився усім світом.
У гурті каввалі беруть участь переважно чоловіки, вони співають на багато голосів тексти духовного змісту, нерідко повторюючи одну й ту саму фразу безліч разів. Як акомпанемент використовуються індійська гармоніка, табла, мріданг, останнім часом — синтезатори. Виконавці й глядачі входять у стан ваджд — особливий стан екстазу чи трансу, коли вони відчувають своє єднання з Аллахом. Такий стан особливо цінується у суфійських ритуалах.

## Зміст пісень
До репертуару співаків каввалі входять пісні мовами урду, пенджабі, фарсі, брадж і сірайкі. Деякі близькі до жанру каввалі пісні існують мовами гуджараті, сіндхі тощо.
Жанр каввалі передбачає духовну поезію, зокрема, використовує поетичну мову суфійської газелі. Звичайні мотиви — любов до Божественної Коханої та трансформація душі, прагнення до Абсолюту.
За змістом каввалі розділяють на такі категорії:
- Хамд — молитва Аллаху. Зазвичай каввалі починається з хамда.
- Наат — молитва пророку Магомету, часто наат йде після хамда.
- Манкабат — молитва імаму Алі або суфійському святому, зустрічається й на шиїтських, і на сунітських зібраннях.
- Газель — основна лірична форма поезії мовами фарсі та урду, що передбачає суфійський містичний зміст.
- Кафі — ліричний жанр поезії мовою пенджабі, що також має суфійське тлумачення. Поширений у творчості поетів Шаха Хусейна, Булле Шаха, Султана Баху й інших пенджабських суфіїв.
- Ваї — ліричний жанр поезії мовою сіндхі, що нагадує кафі. Поширений у творчості Шаха Абдул Латіфа, Сачала Сармаста й інших поетів Сінду.
- Мунаджаат — хвала й подяка Аллаху. Жанр веде початок від Джалаледдіна Румі. Виконується зазвичай мовою фарсі.

## Відомі виконавці
Минулого:
- Азіз Міан
- Бадар Алі Хан, відомий також як Бадар Міандад
- Бахауддін Кутбуддін
- Фатех Алі Хан
- Мубарак Алі Хан
- Мунші Разіуддін
- Нусрат Фатех Алі Хан
- Брати Сабрі

Сучасні:
- Абіда Парвін
- Фаїз Алі Фаїз
- Фарід Аяз
- Різван-Муаззам
- Рахат Фатех Алі Хан
- Вахід і Навід Чіштія
- Брати Варсі
- Атік Хуссейн Хан